# Tehnologije u nastajanju
Tehnologije u nastajanju su tehnologije čiji su razvoj, praktična primena ili oboje još uvek u velikoj meri nerealizovani. Ove tehnologije su uglavnom nove, ali takođe uključuju starije tehnologije koje pronalaze nove aplikacije. Tehnologije u nastajanju se često doživljavaju kao sposobne da promene status quo.
Tehnologije u nastajanju karakterišu radikalna novina (u primeni čak i ako ne u poreklu), relativno brz rast, koherentnost, izražen uticaj, kao i neizvesnost i dvosmislenost. Drugim rečima, tehnologija u nastajanju može se definisati kao „radikalno nova i relativno brzo rastuća tehnologija koju karakteriše određeni stepen koherentnosti koji traje tokom vremena i sa potencijalom da izvrši značajan uticaj na društveno-ekonomski domen(e) koji je posmatra u smislu sastava aktera, institucija i obrazaca interakcija među njima, zajedno sa povezanim procesima stvaranja znanja. Njen najistaknutiji uticaj, međutim, leži u budućnosti, tako da je u fazi nastanka još uvek donekle neizvestan i dvosmislen.”
Nove tehnologije obuhvataju niz tehnologija kao što su obrazovna tehnologija, informaciona tehnologija, nanotehnologija, biotehnologija, robotika i veštačka inteligencija.
Nova tehnološka polja mogu biti rezultat tehnološke konvergencije različitih sistema koji se razvijaju ka sličnim ciljevima. Konvergencija spaja ranije odvojene tehnologije kao što su glasovne (i funkcije telefonije), podaci (i aplikacije produktivnosti) i video, tako da dele resurse i međusobno komuniciraju, stvarajući nove efikasnosti.
Tehnologije u nastajanju su one tehničke inovacije koje predstavljaju progresivan razvoj u oblasti konkurentske prednosti; konvergentne tehnologije predstavljaju prethodno različita polja koja se na neki način kreću ka jačoj međusobnoj povezanosti i sličnim ciljevima. Međutim, mišljenje o stepenu uticaja, statusu i ekonomskoj održivosti nekoliko novih i konvergentnih tehnologija varira.

## Napomene
1. ↑  Other examples of developments described as "emerging technologies" can be found here – O'Reilly Emerging Technology Conference 2008.

## Literatura
- Giersch, H. (1982). Emerging technologies: Consequences for economic growth, structural change, and employment : symposium 1981. Tübingen: Mohr.
- Jones-Garmil, K. (1997). The wired museum: Emerging technology and changing paradigms. Washington, DC: American Association of Museums.
- Kaldis, Byron (2010). "Converging Technologies". Sage Encyclopedia of Nanotechnology and Society, Thousand Oaks: CA, Sage
- Rotolo D.; Hicks D.; Martin B. R. (2015). „What is an emerging technology?”. Research Policy. 44 (10): 1827—1843. S2CID 15234961. arXiv:1503.00673 . doi:10.1016/j.respol.2015.06.006.
- Branscomb, L. M. (1993). Empowering technology: Implementing a U.S. strategy. Cambridge, Mass: MIT Press.
- Raysman, R., & Raysman, R. (2002). Emerging technologies and the law: Forms and analysis. Commercial law intellectual property series. New York, N.Y.: Law Journal Press.
- Hung, D., & Khine, M. S. (2006). Engaged learning with emerging technologies. Dordrecht: Springer.
- Kendall, K. E. (1999). Emerging information technologies: Improving decisions, cooperation, and infrastructure. Thousand Oaks, Calif: Sage Publications.
- Weinersmith, Kelly; Weinersmith, Zach (2017). Soonish: Ten Emerging Technologies That'll Improve and/or Ruin Everything. Penguin Press. ISBN 978-0399563829.
- Cavin, R. K., & Liu, W. (1996). Emerging technologies: Designing low power digital systems. [New York]: Institute of Electrical and Electronics Engineers.